# Gert Degenaers
Gert Degenaers (ca. 1979) is een Belgisch voormalig korfballer.

## Levensloop
Degenaers begon op 5-jarige leeftijd te korfballen bij Hoevenen KC. Later maakte hij de overstap naar Sikopi en vanaf 2003 was hij actief bij Boeckenberg. Met deze club werd hij driemaal landskampioen in de zaalcompetitie (2007, 2008, 2009) en won hij evenvaak de Beker van België won (2008, 2009 en 2010). In mei 2010 nam hij afscheid van het hoogste niveau, wel bleef hij recreatief actief bij Boeckenberg.
Daarnaast maakte Degenaers deel uit van het Belgisch korfbalteam waarmee hij onder meer zilver behaalde op de Wereldspelen van 2001 en 2005.
Na zijn spelerscarrière werd hij actief als assistent-coach bij Boeckenberg, een functie die hij uitoefende tot seizoen 2014-'15. Vervolgens ging hij aan de slag als hoofdcoach bij Voorwaarts en vanaf 2020 werd hij wederom assistent-coach, ditmaal bij het Nederlande DeetosSnel.